# Маига, Хабиб
Хаби́б Дигбо́ Г’нампа́ Маига́ (фр. Habib Digbo G’nampa Maïga; 1 января 1996, Ганьоа, Кот-д’Ивуар) — ивуарийский футболист, опорный полузащитник клуба «Ференцварош» и национальной сборной Кот-д’Ивуар.

## Карьера

### Клубная
Воспитанник «Сент-Этьена» дебютировал в Лиге 1 4 марта 2017 года в поединке с «Бастией», отыграв 90 минут на позиции левого защитника. Ещё в четырёх матчах чемпионата, в которых ивуариец принял участие, Кристоф Гальтье использовал опорного полузащитника на несвойственных ему позициях: например, с «Бордо» и «Монако» он исполнял роль вингера, с «Генгамом» и «Ренном» — крайнего защитника.
С приходом Оскара Гарсии Маига вернулся на привычную с юношеской команды роль опорного полузащитника: испанский тренер использовал его на этой позиции в поединке 2-го тура сезона 2017/18 с «Каном».
В феврале 2018 был отдан в аренду до конца сезона в клуб РПЛ «Арсенал» Тула, за который провёл один матч — 4 марта в домашней игре против «Ахмата» (1:0) вышел в стартовом составе и был заменён из-за травмы незадолго до перерыва.
10 июля 2018 года Маига был отдан в аренду французскому клубу «Мец» до конца сезона 2018/19. Арендное соглашение предусматривает возможность полноценной покупки игрока. В 2019 году полноценно стал игроком «Меца».

### В сборной
Принимал участие в играх за юношеские сборные Кот-д’Ивуара, в том числе дойдя с командой до четвертьфинала юношеского чемпионата мира (до 17 лет) 2013 года, где та уступила аргентинцам с разницей в один мяч. В дальнейшем принимал участие в ряде игр молодёжной сборной страны.